# Judeneid

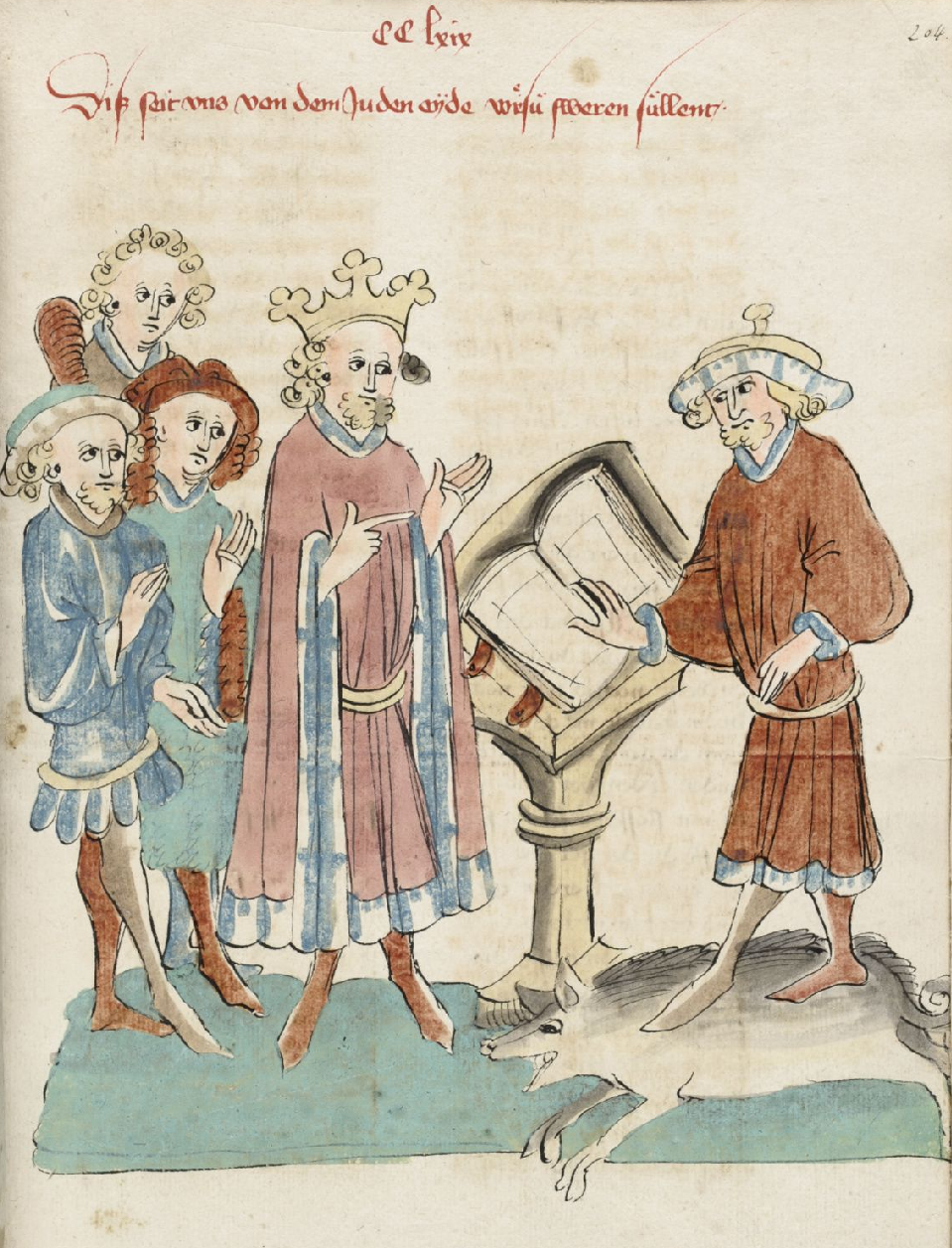
Judeneid in einer Handschrift des Schwabenspiegels, MS Brüssel 14689–91, f. 204r, aus der Werkstatt von Diebold Lauber, um 1425

Der Judeneid (lateinisch Iuramentum Iudaeorum oder More Iudaico) war ein Eid, den Juden in Rechtsstreitigkeiten mit Nichtjuden in einer von christlicher Seite vorgeschriebenen, häufig diskriminierenden Form zu leisten hatten. Er war in Teilen Europas vom Frühmittelalter bis zum Ende des 19. Jahrhunderts verbreitet. In Frankreich und Österreich wurde der Judeneid 1846, in Preußen am 15. März 1869 abgeschafft. Der Judeneid ist zu unterscheiden vom jüdischen Eid, der Anwendung im innerjüdischen Geschäftsverkehr fand.

## Geschichte
Für Nichtchristen in christlichen europäischen Ländern besaßen die bei Rechtsfragen verwendeten christlichen Eidesformeln keine Gültigkeit, weshalb für diese Bevölkerungsgruppen seit dem frühen Mittelalter besondere Eide in Gebrauch waren.
Im Judeneid wurde zur Sicherung des Schwurs germanisch-christliches Eidesrecht mit dem talmudischen verbunden. Der Eid war in oder vor der Synagoge oder vor dem Gericht unter Berührung der Tora und unter wiederholter Anrufung Gottes und zahlreichen Selbstverschwörungsformeln abzuleisten. Dabei wurde Bezug auf alttestamentliche Strafen für Eidbruch genommen, die mit dem jüdischen Recht nichts gemein hatten und christlich-neutestamentliche, diskriminierende Sonderauslegungen waren. Im Spätmittelalter wurde der Judeneid durch ein regional variierendes Zeremoniell ergänzt, wobei der Schwörende beispielsweise einen Strick um den Hals trug oder den Eid auf einer blutigen Tierhaut oder einer Sauhaut (siehe Judensau) stehend zu leisten hatte.

### Byzanz
Ein sich in christlichen Ländern herausbildender, herabwürdigender Judeneid geht zurück bis auf das Jahr 531, als es in Byzanz zu einem Prozess zwischen einem jüdischen Konvertiten und mehreren Juden kam. Letztere mussten sich vor Ablegen des Eides mit Dornen umgürten, ins Wasser steigen und dreimal das beschnittene Glied anspeien. Um 1026 wurde die Durchführung unter Kaiser Konstantin VIII. insofern abgemildert, als der zu Vereidigende sich mit Dornen zu umgürten und die Gesetzesrolle in der Hand zu halten hatte.

### Heiliges Römisches Reich

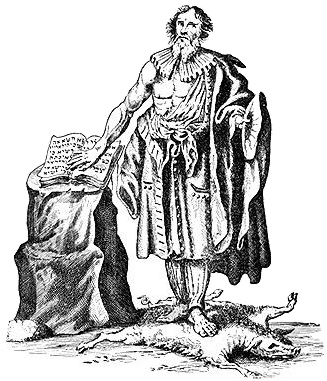
Darstellung eines deutschen Juden beim Ablegen des Judeneids (17. Jahrhundert)

Die ältesten deutschsprachigen Judeneide sind aus Görlitz und im Erfurter Judeneid aus dem 12. Jahrhundert überliefert. Regionale Judeneide sind für weitere deutsche Städte überliefert, darunter Augsburg, Braunschweig (15. Jahrhundert), Dortmund, Frankfurt am Main, Köln (1448), Landshut (14. Jahrhundert), Magdeburg, München, Nürnberg und Worms. Dem zwischen 1220 und 1235 entstandenen Sachsenspiegel zufolge musste der Schwörende während des Judeneids barfuß auf einem Schaffell stehen. Der um 1275 niedergeschriebene Schwabenspiegel enthält Vorschriften zum Tragen einer besonderen Kleidung, bestehend aus Judenhut und Judenmantel. Dabei hatte der Schwörende auf einer Sauhaut zu stehen.
Der Judeneid wurde in der ersten Hälfte des 19. Jahrhunderts in den meisten deutschen Staaten abgeschafft, so 1814 in Baden, 1828 in Kurhessen, 1829 in Oldenburg, und 1832 in Württemberg. Die dem sächsischen Landtag vorgelegte Schrift Die Eidesleistung der Juden in theologischer und historischer Beziehung (Leipzig 1840) des Rabbiners Zacharias Frankel veranlasste die Aufhebung des veralteten Judeneides in Sachsen und weiteren deutschen Ländern.

### Österreich
Nach dem 1244 erlassenen Fridericianum Herzog Friedrichs II. von Österreich mussten Juden lediglich einen Schwur super Rodal, also auf die Tora ablegen. Entsprechende Gesetzgebungen wurden mit geringen Änderungen für Ungarn, Böhmen, Polen und Litauen übernommen. In Österreich wurde der Judeneid am 30. November 1846 abgeschafft und durch eine Neuregelung ersetzt. Es blieben aber nach wie vor jene Regeln bestehen, die für einen Eid vor Gerichten und Behörden als notwendig erachtet wurden. Diese Regeln blieben auch nach einer weiteren Neuregelung 1868 bestehen und sehen vor, dass bei der Eidesleistung das Haupt zu  bedecken und die rechte Hand auf die Thora, zweites Buch Moses, 20. Kapitel, 7. Vers, zu legen ist.

### Frankreich
Aus dem mittelalterlichen Arles ist aus der Zeit um 1150 überliefert, dass dem Schwörenden ein Dornenkranz um den Hals gelegt und während des Schwurs ein Dornenzweig an seinen Hüften entlanggezogen wurde. Der französische Rabbiner Lazare Isidor verweigerte im Jahre 1839 die Öffnung der Synagoge in Phalsbourg zur Leistung eines Judeneids. Er wurde angeklagt, fand aber in dem Rechtsanwalt und Politiker Adolphe Crémieux einen fähigen Verteidiger, der den Judeneid als gesetzeswidrig ablehnte. Der Judeneid wurde daraufhin im selben Jahr in Frankreich abgeschafft. In Belgien war er bereits 1836 aufgehoben worden.

## Beispiele

### Erfurter Judeneid

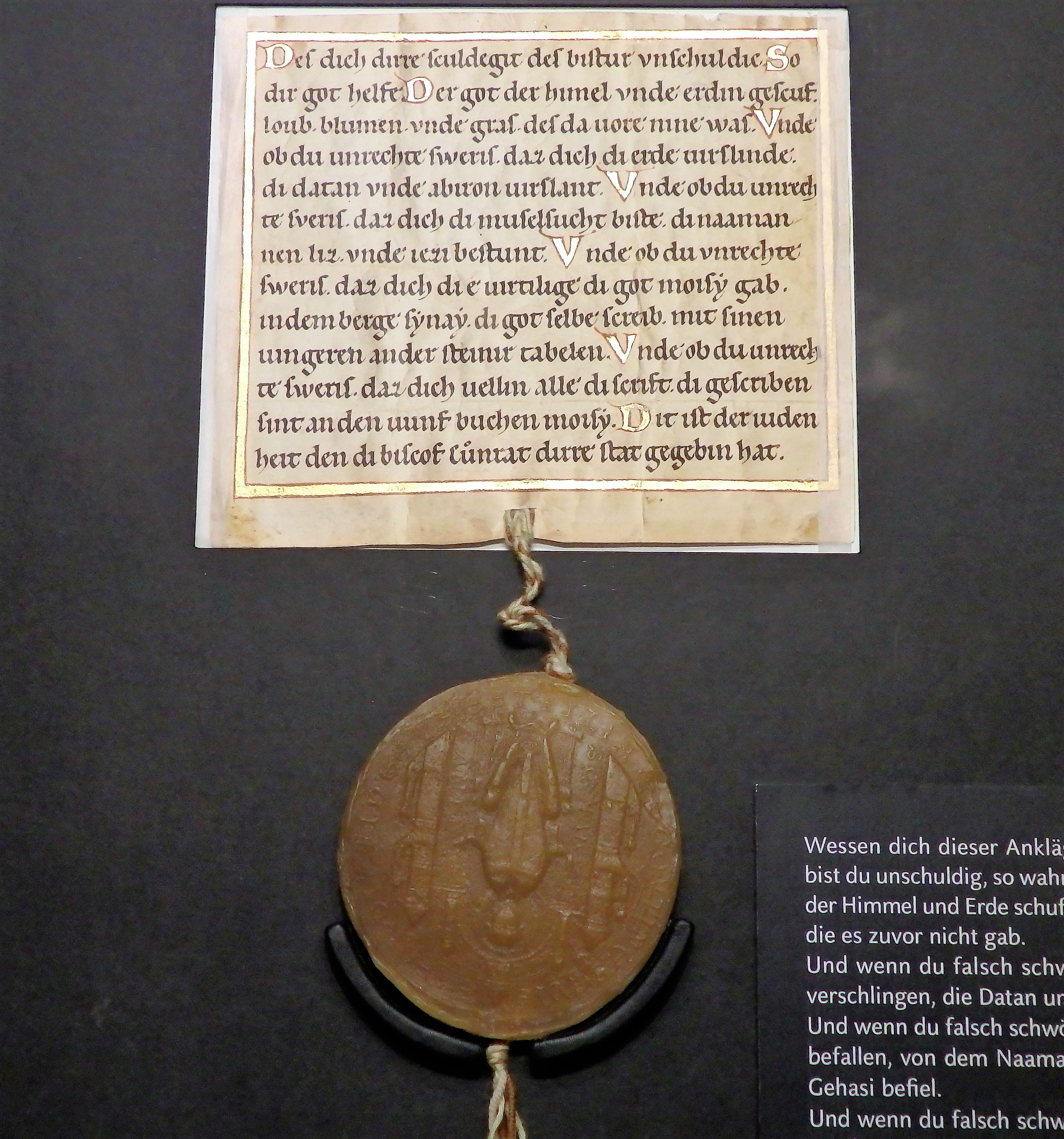
Faksimile des Erfurter Judeneids, Alte Synagoge, Erfurt

Der Erfurter Judeneid geht auf Erzbischof Konrad von Wittelsbach zurück. Der Mainzer Erzbischof übte nachweislich seit dem 13./14. Jahrhundert eine Schutzherrschaft über alle deutschen Juden aus. Der Text lautete:

„Des dich dirre sculdegit des bistur unschuldic. So dir got helfe. Der got der himel unde erdin gescuf. loub. blumen. unde gras. des da uore nine was. Unde ob du unrechte sveris. daz dich di erde uirslinde. di datan unde abiron uirslant. Unde ob du unrechte sveris. daz dich die muselsucht biste. di naamannen liz unde iezi bestunt. Unde ob du unrechte sweris. daz dich di e uirtilige di got moisy gab. in dem berge synay. Di got selbe screib mit sinen uingeren an der steinir tabelen. Unde ob du unrechte sweris. daz dich uellin alle di scrift. di gescriben sint an den uunf buchen moisy. Dit ist der iuden heit den di biscof Cuonrat dirre stat gegebin hat.“

Die neuhochdeutsche Übertragung nach Herchert ist im Folgenden wiedergegeben:

„Dessen, wofür dieser Dir Schuld gibt, bist Du unschuldig, so Dir Gott helfe, der Gott, der Himmel und Erde erschuf, Laub, Blumen und Gras, das zuvor nicht war. Und wenn Du unrecht schwörst, dass Dich die Erde verschlinge, die Datan und Abiran verschlang. Und wenn Du unrecht schwörst, dass Dich der Aussatz befalle, der Naeman verließ und Gehasi befiel. Und wenn Du unrecht schwörst, dass Dich die Gesetze vertilgen, die Gott Moses gab auf dem Berge Sinai, die Gott selbst schrieb mit seinen Fingern auf die steinerene Tafel. Und wenn Du unrecht schwörst, dass Dich zu Fall bringen alle Schriften, die geschrieben sind in den fünf Büchern Moses. Das ist der Juden Eid, den Bischof Konrad dieser Stadt gegeben hat.“

Der Erfurter Judeneid ist der älteste nachweisbare derartige Eid in deutscher Sprache und steht am Beginn einer Überlieferung zahlreicher deutschsprachiger Formeln. Er enthält noch keine entehrenden Zusätze, wie sie beispielsweise im Schwabenspiegel genannt sind.

### Frankfurter Judeneid
Der Frankfurter Kaufmann Salomon Neustadt hatte auf Forderung des Frankfurter Rates noch im Jahr 1800 folgenden Eid abzuleisten, um wirtschaftliche Forderungen gegenüber einem Geschäftspartner zu beweisen. Der Text ist überliefert im StA Ffm Ugb D 90:

„Jud ich beschwöre dich bei dem einigen lebendigen und Allermächtigen Gott, Schöpfer der Himmel und des Erdreichs und aller Dinge und bei seinem Torah und Gesetz das Er gab seinem Knecht Moyse auf dem Berg Sinay daß du wollest warlich sagen und verjahen, ob dies gegenwärtig Buch sey das Buch, darauf ein Jud einem Christen oder einem Juden einen rechten gebührlichen Eid thun und vollführen mag und soll. Jud ich verkünde dir wahrhaftig, daß wir Christen anbeten den einigen allmächtigen und lebendigen Gott, der Himmel und Erden und alle Dinge geschaffen hat, und daß wir außer diesem keinen andern Gott haben, ehren noch anbeten. Das sag ich Dir darum und aus der Ursache, daß du nicht meinest, du wärest entschuldiget vor Gott eines falschen Eides, indem du glaubest und dafür hältst, daß wir Christen eines unrechten Glaubens wären, und fremde Götter anbeten, das doch nicht ist, und darum weil die Nesin oder Hauptleute des Volks Israel schuldig gewesen sind zu halten, das was sie geschworen haten den Männern von Giffan; die doch dieneten den fremden Göttern, vielmehr bist du schuldig uns Christen, als denen die da anbeten einen lebendigen und allmächtigen Gott zu schwören und zu halten einen wahrhaftigen und unbetrüglichen Eid. Darum Jud frage ich dich, ob du das glaubest, daß einer schändet und lästert den allmächtigen Gott, indem so Er schwöret einen falschen und unwahrhaftigen Eid. Jud ich frag dich ferner, ob du aus wohlbedachtem Muth und ohne alle Arglist und Betrüglichkeit den einigen lebendigen und allmächtigen Gott wollest anrufen zu einem Zeugen der Wahrheit, daß du in dieser Sache, darum dir ein Eid auferlegt ist, keine Unwahrheit Falsch oder Betrüglichkeit reden oder gebrauchen wollest in einige Weiß, so sprech der Jud – Ja! Addnay ewiger allmächtiger Gott ein Herr über alle Melachim ein einiger Gott meiner Völker der du uns die heilige Torah gegeben hast, Ich rufe dich und deinen heiligen Namen Adonay und deine Allmächtigkeit an, daß du mir helfest bestätigen meinen Eid, den ich jetzt thun soll, und wo ich unrecht oder betrüglich schwören werde, so sey ich beraubt aller Gnaden des ewigen Gottes und mir werde auferlegt alle die Straf und Fluch, die Gott den verfluchten Juden auferlegt hat, und meine Seele und Leib haben auch nicht mehr einig Theil an der Versprechung die uns Gott gethan hat, und ich soll auch nicht Theil haben an Messen noch am versprochenen Erdreich des heiligen seel. Landes. Ich versprech auch und bezeug bei dem ewigen Gott Adonay, daß ich nichts will begehren, bitten oder aufnehmen einige Erklärung, Auslegung, Abnehmung oder Vergebung von keinem Juden noch andern Menschen, wo ich mit diesem meinem Eid so ich jetzt thun werde, einigen Menschen betrüge. Amen.“

Der Frankfurter Rabbiner Leopold Stein veröffentlichte im Juni 1847 eine Denkschrift, die auf die Abschaffung des Judeneids in Frankfurt abzielte. Der Frankfurter Judeneid wurde am 3. Juni 1848 mit Einstimmigkeit des gesetzgebenden Frankfurter Senats aufgehoben und durch die für alle Konfessionen gültige neue Eidesformel „So wahr mir Gott helfe!“ ersetzt.

### „Großer Braunschweigischer Judeneid“
Der Braunschweiger Judeneid ist in einer Sammelhandschrift aus der 2. Hälfte des 15. Jahrhunderts überliefert. Die in der Wolfenbütteler Herzog August Bibliothek aufbewahrte Handschrift stammt aus der Bibliothek des Braunschweiger Stadtschreibers Gerwin von Hameln und zeigt die Darstellung eines Juden mit typischem Hut und Kleidung, die die seit 1434 vorgeschriebenen gelben Ringe aufweist. Die Eidesformel hatte Gültigkeit im Fürstentum Braunschweig-Wolfenbüttel. Es ist nicht überliefert, ob der Eid auch in der Stadt Braunschweig angewendet wurde. Dort existierte der durch Prozessprotokolle überlieferte große und kleine Judeneid. Diese Eide mussten in der Synagoge geschworen werden, bei deren Verlassen der Schwörende einen Hut zu tragen hatte.